# Laccophilus plagiatus
Laccophilus plagiatus är en skalbaggsart som beskrevs av Régimbart 1889. Laccophilus plagiatus ingår i släktet Laccophilus och familjen dykare. Inga underarter finns listade i Catalogue of Life.